# Orrstown
Orrstown es un borough ubicado en el condado de Franklin en el estado estadounidense de Pensilvania. En el año 2000 tenía una población de 231 habitantes y una densidad poblacional de 1,434.1 personas por km².

## Geografía
Orrstown se encuentra ubicado en las coordenadas 40°3′31″N 77°36′33″O / 40.05861, -77.60917.

## Demografía
Según la Oficina del Censo en 2000 los ingresos medios por hogar en la localidad eran de $38,542 y los ingresos medios por familia eran $39,583. Los hombres tenían unos ingresos medios de $27,188 frente a los $21,250 para las mujeres. La renta per cápita para la localidad era de $14,346. Alrededor del 1.4% de la población estaba por debajo del umbral de pobreza.